# Alexander Ritschard
Alexander Ritschard (Zurigo, 24 marzo 1994) è un tennista svizzero con passaporto statunitense.

## Biografia
Nel 2013 ha fatto il suo debutto nel tabellone principale di un torneo dell'ATP Tour partecipando al torneo di doppio dello Swiss Open di Gstaad insieme ad Alexander Sadecky.
Ha frequentato l'Università della Virginia, laureandosi nel 2017. Nell'aprile 2018, Ritschard ha iniziato a rappresentare gli Stati Uniti, ma il 28 febbraio 2022 è tornato a giocare per la Svizzera.
Nel giugno 2022 si è qualificato per la prima volta a un torneo del Grande Slam superando le qualificazioni del torneo di Wimbledon, dove ha eliminato nell'ordine la wildcard Stuart Parker, Nicolás Kicker e nel turno decisivo Duje Ajduković. Il mese successivo ha vinto il primo incontro nel circuito maggiore allo Swiss Open Gstaad superando in due set João Sousa. A ottobre si è aggiudicato il primo titolo Challenger ad Amburgo dopo il ritiro dell'avversario Henri Laaksonen in finale.

## Statistiche

### Tornei minori

#### Singolare

##### Vittorie (9)
| Legenda tornei minori |
| Challenger (4)        |
| ITF (5)               |

| N. | Data              | Torneo                        | Superficie  | Avversario in finale | Punteggio        |
| 1. | 13 maggio 2018    | Sweden F1, Karlskrona         | Terra rossa | Mike Urbanija        | 6–2, 2–6, 6–1    |
| 2. | 20 maggio 2018    | Sweden F2, Kalmar             | Terra rossa | Frederik Press       | 6–4, 6–3         |
| 3. | 20 maggio 2018    | Sweden F2, Lund               | Terra rossa | Manuel Guinard       | 6–3, 6–3         |
| 4. | 24 marzo 2019     | M25 Calabasas, Calabasas      | Cemento     | Stefan Kozlov        | 6–2, 0–6, 7–6(5) |
| 5. | 9 febbraio 2020   | M25 Palm Coast, Palm Coast    | Terra rossa | Martins Podzus       | 7–6(7), 6–4      |
| 6. | 22 ottobre 2022   | Hamburg Challenger, Amburgo   | Cemento (i) | Henri Laaksonen      | 7–5, 6–5 rit.    |
| 7. | 28 aprile 2024    | Savannah Challenger, Savannah | Terra verde | Andrés Andrade       | 6–2, 6–4         |
| 8. | 14 luglio 2024    | Salzburg Open, Salisburgo     | Terra rossa | Kyrian Jacquet       | 6–4, 6–2         |
| 9. | 29 settembre 2024 | Lisboa Belém Open, Lisbona    | Terra rossa | Raphaël Collignon    | 6–3, 6(3)–7, 6–3 |

##### Finali perse (6)
| Legenda tornei minori |
| Challenger (4)        |
| ITF (2)               |

| N. | Data            | Torneo                           | Superficie  | Avversario in finale  | Punteggio        |
| 1. | 3 giugno 2013   | Germany F7, Römerberg            | Terra rossa | Pierre-Hugues Herbert | 4–6, 4–6         |
| 2. | 12 gennaio 2020 | M25 Los Angeles, Los Angeles     | Cemento     | Francisco Cerúndolo   | 3–6, 3–6         |
| 3. | 17 ottobre 2020 | Vesuvio Cup, Ercolano            | Terra rossa | Tallon Griekspoor     | 3–6, 2–6         |
| 4. | 17 ottobre 2020 | Città di Forlì V, Forlì          | Cemento (i) | Jack Draper           | 6–3, 3–6, 6(8)–7 |
| 5. | 18 giugno 2023  | Open de Lyon, Lione              | Terra rossa | Felipe Meligeni Alves | 4–6, 6–0, 6(7)–7 |
| 6. | 9 giugno 2024   | Heilbronner Neckarcup, Heilbronn | Terra rossa | Sumit Nagal           | 1–6, 7–6(5), 3–6 |